# Niyi Osundare
Niyi Osundare (Ikerre, 1947) é um poeta nigeriano. 